# 查克丹
查克丹（？—1746年），蒙古内喀尔喀巴约特部人，博尔济吉特氏，清朝初年蒙古族大臣，恩格德尔曾孙。
查克丹自官学生袭三等甲喇章京，授头等侍卫。升任正黄旗护军统领、镶蓝旗蒙古都统。雍正三年（1725年），署甘州将军，雍正四年，授正黄旗满洲都统。雍正九年（1731年），跟随振武将军顺承郡王锡保出北路讨准噶尔汗国，受命参赞军务，授内大臣。雍正十年，与额驸策棱迎击准噶尔将领小策凌敦多布，在额尔德尼昭之战大败敌军，再于察罕托辉歼灭准噶尔军，因功进升为二等甲喇章京。后参赞靖边大将军锡保军务，雍正十三年（1735年），还京，调正红旗蒙古都统。乾隆四年（1739年），以病请休。